# Until the End (Breaking Benjamin)
Until the End è un singolo del gruppo musicale statunitense Breaking Benjamin, pubblicato nel 2007 ed estratto dell'album Phobia.
La canzone è stata scritta da Benjamin Burnley, Aaron Fink e Mark Klepaski.